# Sinezona subantarctica
Sinezona subantarctica là một loài ốc biển nhỏ, là động vật thân mềm chân bụng sống ở biển trong họ Scissurellidae.

## Phân bố
Đây là loài đặc hữu của Úc, phía nam của New Zealand.